# ACIDMAN LIVE TOUR "green chord" in 日本武道館
『ACIDMAN LIVE TOUR"green chord" in 日本武道館』（アシッドマン・ライブ・ツアー・グリーン・コード・イン・にっぽんぶどうかん）は、ACIDMANの7thDVD。2007年9月5日にEMIミュージック・ジャパンから発売された。

## 解説
2007年5月12日に行われた「ACIDMAN LIVE TOUR"green chord"」の最終公演、8000人を集めた日本武道館でのライブを収録。またその他にツアー全12公演でのステージ内外での様子を追ったドキュメント的映像を入れた2枚組の作品。

## 収録内容

### DISC1
1. SE.green chord(introduction)
2. Returning
3. Ride the wave
4. アイソトープ
5. River
6. 千年歩行
7. REAL DISTANCE
8. スロウレイン
9. So far
10. 季節の灯
11. Dawn chorus
12. Walking Dada
13. プリズムの夜
14. イコール
15. 波、白く
16. アレグロ
17. ある証明
18. 懸命の銘
19. calm
20. toward

### DISC2
en1 
1. 赤橙
2. 飛光
3. Your song

en2 
1. 彩-SAI-(前編)
2. 廻る、巡る、その核へ

#### 映像特典
LIVE TOUR“green chord”documentary
- green chord tourのドキュメント映像。各地でのライブの様子やライブの合間のACIDMANの様子が収録されている。

ICHIGO SPECIAL 2007
- 隠しトラック